# Hermann Kunisch (Paläontologe)
Hermann Kunisch (* 9. Januar 1856 in Neiße; † 8. Mai 1893 in Breslau) war ein deutscher Geologe und Paläontologe.
Kunisch studierte in Breslau, wo er 1880 in Botanik promoviert wurde (Über den tödlichen Einfluß von niederen Temperaturen auf Pflanzen). Danach war er Lehrer, wobei er während seiner Ausbildung noch bis 1883 Assistent am Mineralogischen Museum der Universität in Breslau war. 1882 habilitierte er sich. Er war Lehrer an Schulen in Breslau (darunter der katholischen Realschule). Er war Mitglied verschiedener Breslauer Gesellschaften, darunter ab 1883 der Schlesischen Gesellschaft für vaterländische Kultur.
Er veröffentlichte vor allem über den Muschelkalk Schlesiens und dessen Fossilien. Von ihm stammen einige Erstbeschreibungen, darunter die Pflanze Voltzia krappitzensis  (1886) und der Fisch Colobodus gogolinensis (1885, als Dactylolepis Gogolinensis). C. Wachsmuth und F. Springer benannten ihm zu Ehren die triassische Seelilie Dadocrinus kunischi.

## Schriften
- Ueber den ausgewachsenen Zustand von Encrinus gracilis BUCH. Zeitschrift der Deutschen geologischen Gesellschaft, 35, 1883, S. 195–198, Tafel VIII, Berlin
- Ueber den Unterkiefer von Mastodonsaurus Silesiacus n. sp. Zeitschrift der Deutschen geologischen Gesellschaft, 37, 1885, S. 528–533
- Dactylolepis Gogolinensis nov. gen. nov. spec. Zeitschrift der Deutschen geologischen Gesellschaft, 37, 1885, S. 588–594, Tafel XXIV
- Voltzia Krappitzensis nov. spec. aus dem Muschelkalke Oberschlesiens. Zeitschrift der Deutschen geologischen Gesellschaft, 38, 1886, S. 894–898
- Ueber eine Saurierplatte aus dem oberschlesischen Muschelkalke, Zeitschrift der Deutschen geologischen Gesellschaft, 40, 1888, S. 671–693, Tafel XXIX – XXX
- Labyrinthodonten-Reste des oberschlesischen Muschelkalkes. Zeitschrift der Deutschen geologischen Gesellschaft, 42, 1890, S. 377–693, Tafel XX
- Über die erste Pflanze des schlesischen Muschelkalks, Jahresbericht der schlesischen Gesellschaft für vaterländische Kultur 64, 1887 BHL
- Ergebnisse der paläontologischen Erforschung des oberschlesischen Muschelkalks, Jahresbericht der schlesischen Gesellschaft für vaterländische Kultur 66–67, 1888/89
- Über neue Beiträge zur paläontologischen Kenntnis des oberschlesischen Muschelkalkes, Jahresbericht der schlesischen Gesellschaft für vaterländische Kultur 70, 1892
- Der Untergrund von Breslau, Breslau 1892